# مركز تاريخ البحر الأحمر وغرب السعودية
يعتبر البحر الأحمر شريانًا حيويًا مهمًا جعله موقعه الإستراتيجي المتميز حلقة وصل بين المحيط الهندي والبحر المتوسط وبين تجارة الشرق والغرب، كما يعتبر غرب المملكة العربية السعودية ذو أهمية استراتيجية كبرى كونه يشكل بوابة الحرمين الشريفين ويضم أهم موانئ البحر الأحمر التي تزخر بتراث حضاري وانساني خلق تنوعًا وتجانسًا فريدًا لها.
وانطلاقًا من هذه الأهمية ولافتقار المنطقة لمراكز علمية بحثية متخصصة فقد حرصت دارة الملك عبدالعزيز على إنشاء مركز في المنطقة واتخذ مجلس إدارتها في اجتماعه الثالث والأربعين المنعقد بتاريخ الأربعاء 28 جمادي الأخرة 1434هـ / الموافق 8 مايو 2013م؛ إنشاء مركز تاريخ البحر الأحمر وغرب المملكة العربية السعودية يكون مقره في مدينة جدة تشرف عليه الدارة ويهدف إلى خدمة تاريخ جدة والبحر الأحمر وتفعيل البحوث والدراسات في ذلك.

## الرؤية
التميز والريادة في دراسات تاريخ البحر الأحمر وغرب المملكة العربية السعودية.

## الرسالة
العناية بالإرث الفكري والحضاري لمنطقة البحر الأحمر وغرب المملكة العربية السعودية من خلال التوثيق والدراسة والترجمة والنشر.

## الأهداف
- الاهتمام بدعم الدراسات والبحوث الخاصة بتاريخ البحر الأحمر وغرب المملكة العربية السعودية.
- التواصل مع مراكز الأبحاث والدراسات العلمية المحلية والإقليمية والعالمية.
- إقامة شراكات مع قطاعات حكومية وأهلية.
- التعاون مع المتاحف والفعاليات التراثية.
- بناء قاعدة معلومات شاملة.
- إصدار سلسلة دراسات تاريخ البحر الأحمر وغرب المملكة العربية السعودية.
- تنظيم لقاءات وندوات وحلقات نقاش ومعارض علمية متخصصة.
- منح جائزة سنوية باسم (جائزة الأمير سلمان).
- خدمة الباحثين والمهتمين في مجال اختصاص المركز.[1]

## وصلات خارجية
- مركز تاريخ البحرالأحمر وغرب السعودية.